# Joey Tribbiani
Joseph „Joey” Francis Tribbiani a Jóbarátok című amerikai szituációs komédiasorozat egyik főszereplője. A sorozatban Matt LeBlanc alakítja.

## Történet
|  | Alább a cselekmény részletei következnek! |

Joey Chandler lakótársa a sorozat első öt évadjában, később Rachel és Phoebe is beköltözik hozzá hosszabb-rövidebb időkre. Joey olasz származású New York-i srác (a nagymamája még az elsők közt köpte le a halott Mussolinit). Szerepe szerint állástalan színész, ideje legnagyobb részében meghallgatásokra jár, általában kevés sikerrel. Később szerepet kap az Életünk napjai című kórházsorozatban mint Dr. Drake Ramoray. Innen egy rosszul sikerült interjú után kirúgják. Innentől apróbb szerepeket kap csupán, de pár évaddal később ismét visszatérhet az Életünk napjaiba.

## Jellemvonások
Joey tagadhatatlanul a legcsekélyebb értelmi képességekkel rendelkező a hat jóbarát közül, ami alapja számos poénnak, gegnek. Helyenként ezt önmaga is elismeri, indokként felhozva egy-egy megmagyarázhatatlan, vagy később rossznak bizonyuló döntésének. Bár szerepe szerint színész, a memóriájával sem tud dicsekedni, ahogy ezt egy epizódban meg is említik.
Joey a három fiú, de talán a sorozatban felbukkanó összes férfi közül a legvonzóbb, de legalábbis a legtöbb nőüggyel ő dicsekedhet, amiből komoly problémák is születhetnek (Phoebe ikertestvérével, Ursulával randizik, ezzel megbántja Phoebe-t. Chandlerrel és Ross-szal is van egy-két kalandja nőügyeiből kifolyólag.
Az első évadban Joey néhány színdarab után végre szerepet kap egy mozifilmben is, mint Al Pacino fenékdublőre, de ezt a szerepet "túlkomplikálta", ezért végül nem kapta meg. Első nagy szerepét a második évadban kapta: az Életünk napjai című kórházsorozatban, Dr. Drake Ramoray idegsebészt alakította. Joeyt egy félresikerült interjú után kiírják a sorozatból (beleesik egy liftaknába), bár később, a hetedik évadban szokatlan módon mégis visszaírják: egy bizarr agyátültetés után Joey női szerepet alakít férfi testben. A két Életünk napjaiban játszott szerepe között, Joey mindössze kisebb epizódszerepet kap, illetve a hatodik évadban főszerepet játszott a pár epizódot megélt, Mac and C.H.E.E.S.E. című detektívsorozatban.
Joey mindenhol bőszen bizonygatja, hogy ő volt Dr. Ramoray. Ezzel azonban sok kapu megnyílik előtte, főleg a hölgyeknél, és nem is bánja, hogy ezt a kis – 4 epizódból álló – szerepét ilyetén mód tudja kamatoztatni.
Joey a hat jóbarát közül talán a legmegbízhatóbb, a legjószívűbb, ahogy azt sok esetben bizonyítja. Szívesen – de legalábbis készséggel – feladja elképzeléseit barátai kedvéért, akár még Janice-szel is eltölt egy napot, hogy Chandler kedvében járjon, és tartós rosszkedvet okoz neki, hogy az utolsó szériában szerelmes lesz Rachelbe, akivel Ross járt.

## Érdekességek
- A sorozat készítésének korai szakaszában az alkotók közte, és Monica közötti szerelmi szálban gondolkoztak. Ebből végül csak néhány említés, és visszatekintés maradt meg.
- A szereplőválogatáson a Rosst játszó David Schwimmer ellenérzéssel volt LeBlanc irányában, állítása szerint megbízhatatlannak, és a színészi játékában kiforratlannak találta. Amint elkezdődtek a munkát, ez a véleménye elszállt, és az egyik legjobb párost alakították később.
- Joey túlélte a sorozat végét, és hollywoodi kalandjairól Joey címmel új, a Jóbarátokhoz csak gyenge szálakkal kötődő sorozat született.